# Siphonophora
I sifonofori (Siphonophora (Eschscholtz, 1829)) costituiscono un ordine di idrozoi, una classe di invertebrati marini appartenenti al phylum degli Cnidaria, composto da circa 150 specie olopelagiche. 
Molti esemplari vivono nei mari australiani e si cibano di piccoli crostacei e pesci che catturano grazie ai loro tentacoli estremamente velenosi. Il loro predatore principale è la tartaruga marina, che grazie allo spessore della sua pelle non viene punta dai tentacoli.

## Descrizione
Si tratta di colonie di zoidi altamente specializzati e con una spiccata differenziazione morfo-funzionale, tanto che alcuni autori li hanno definiti dei "superindividui".
Ad esempio, i gonozoidi sono i polipi della colonia di idrozoi deputati alla riproduzione, la quale avviene attraverso la formazione di gemme medusoidi. Per tale motivo questi organismi non presentano né bocca (la funzione nutritiva è svolta dai gastrozoidi) né veri tentacoli (quelli che sembrano tali sono in realtà catene di gastrozoidi o dattilozoidi, altri zoidi).
La specie più conosciuta è la Physalia physalis, nota anche come caravella portoghese, lunga circa 20 cm ma i cui tentacoli possono raggiungere i 50 metri.

## Sifonofori di Haeckel
Ernst Haeckel ha descritto alcuni sifonofori nel suo Kunstformen der Natur (1904).

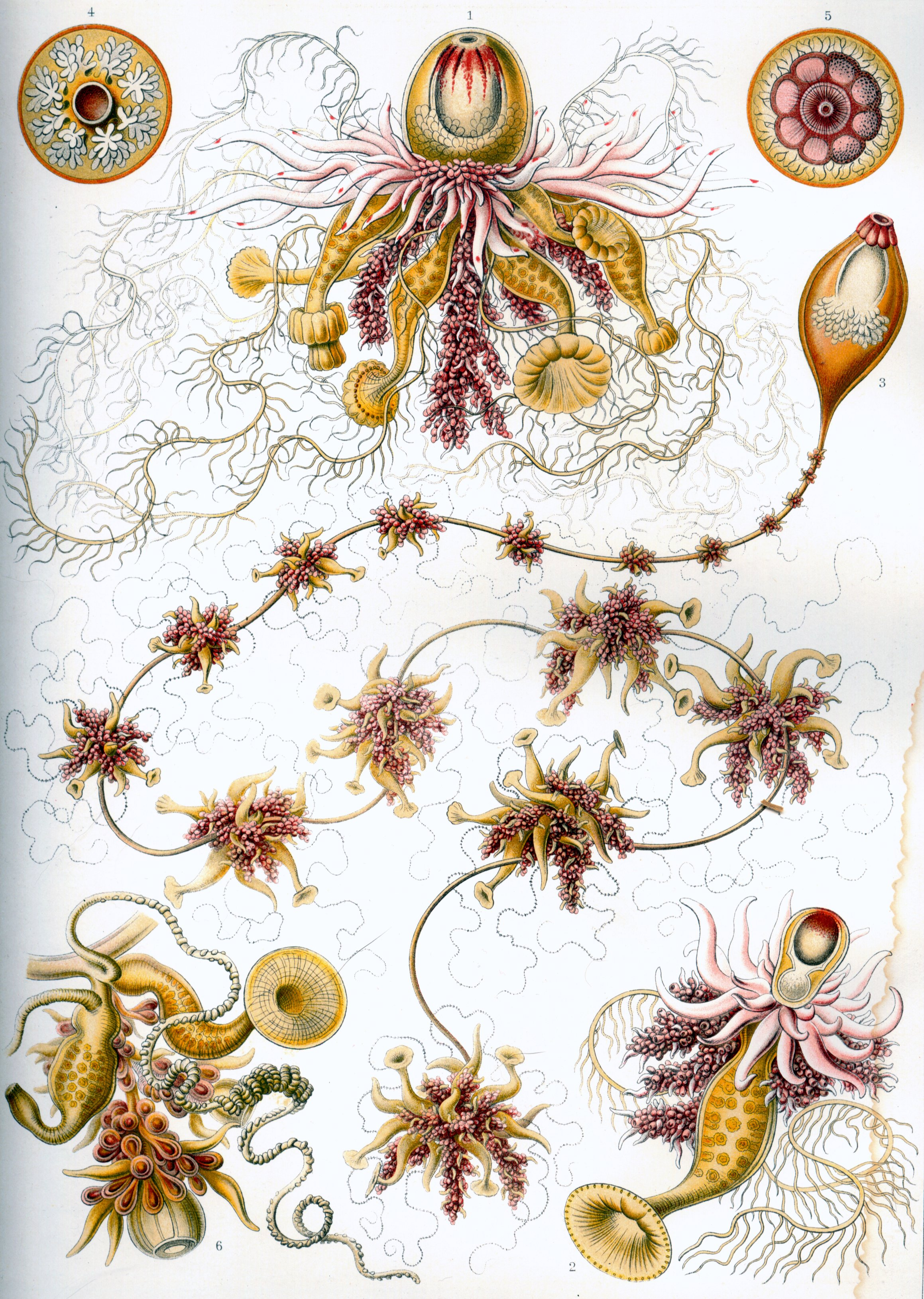
7.
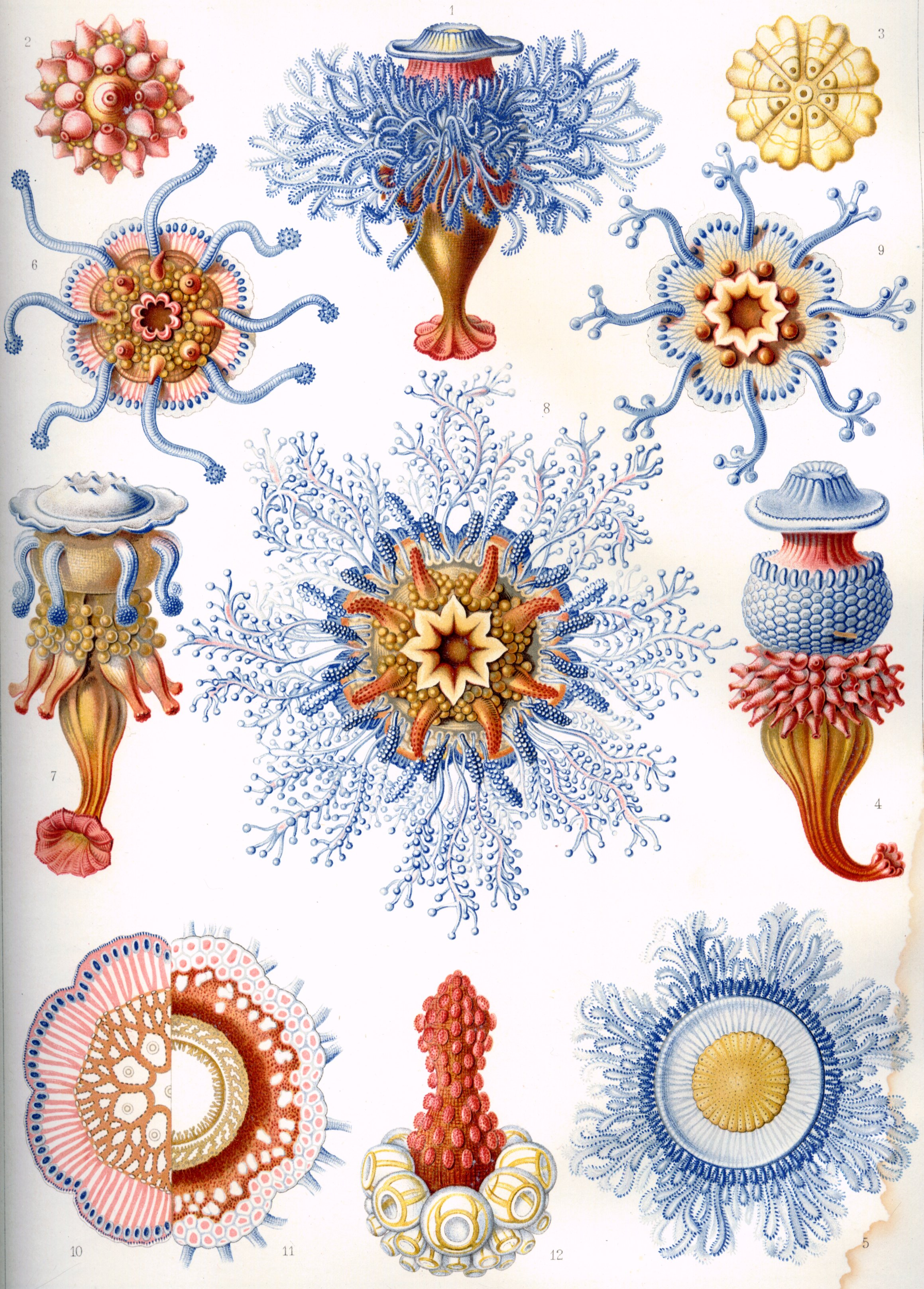
17.
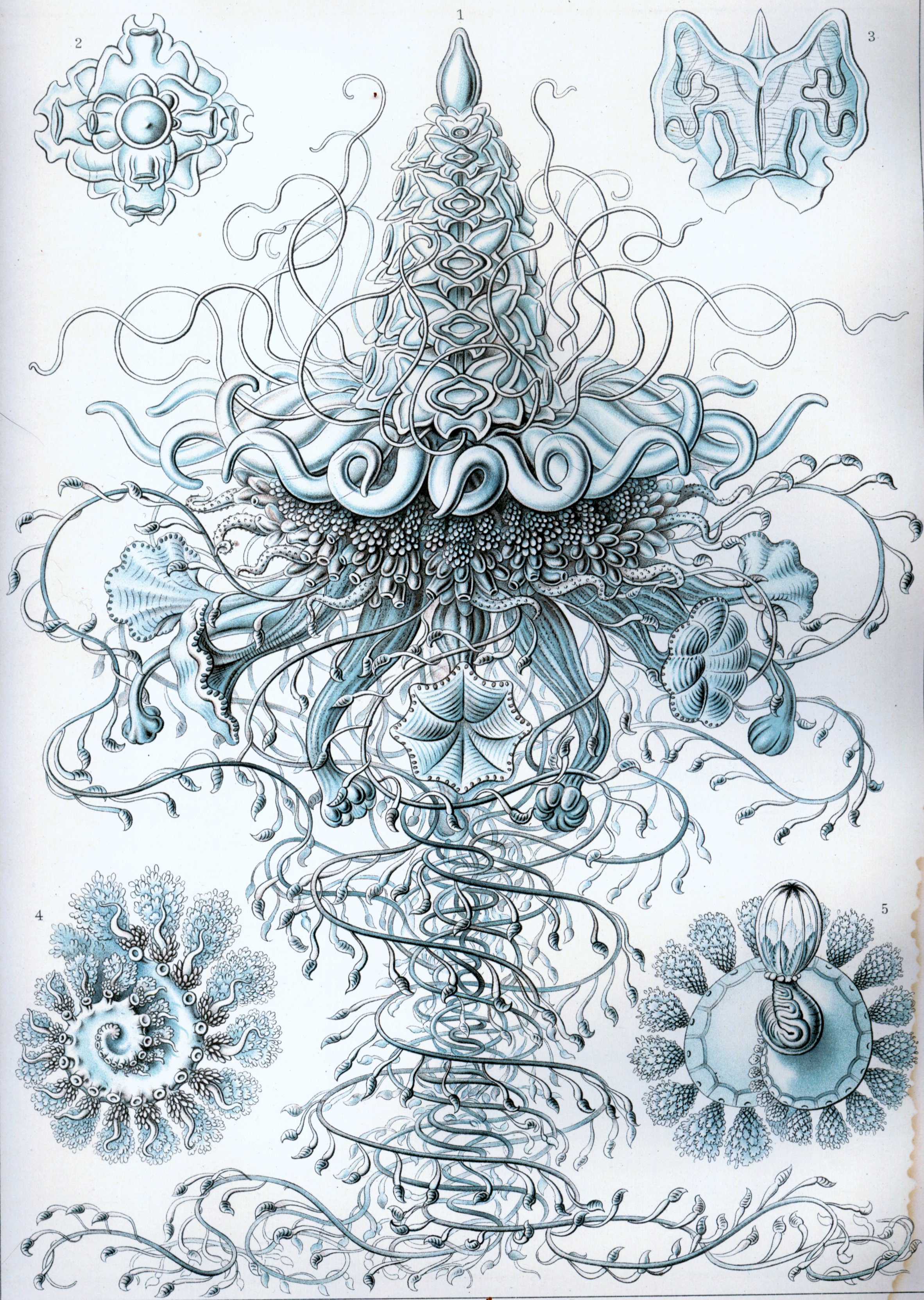
37.
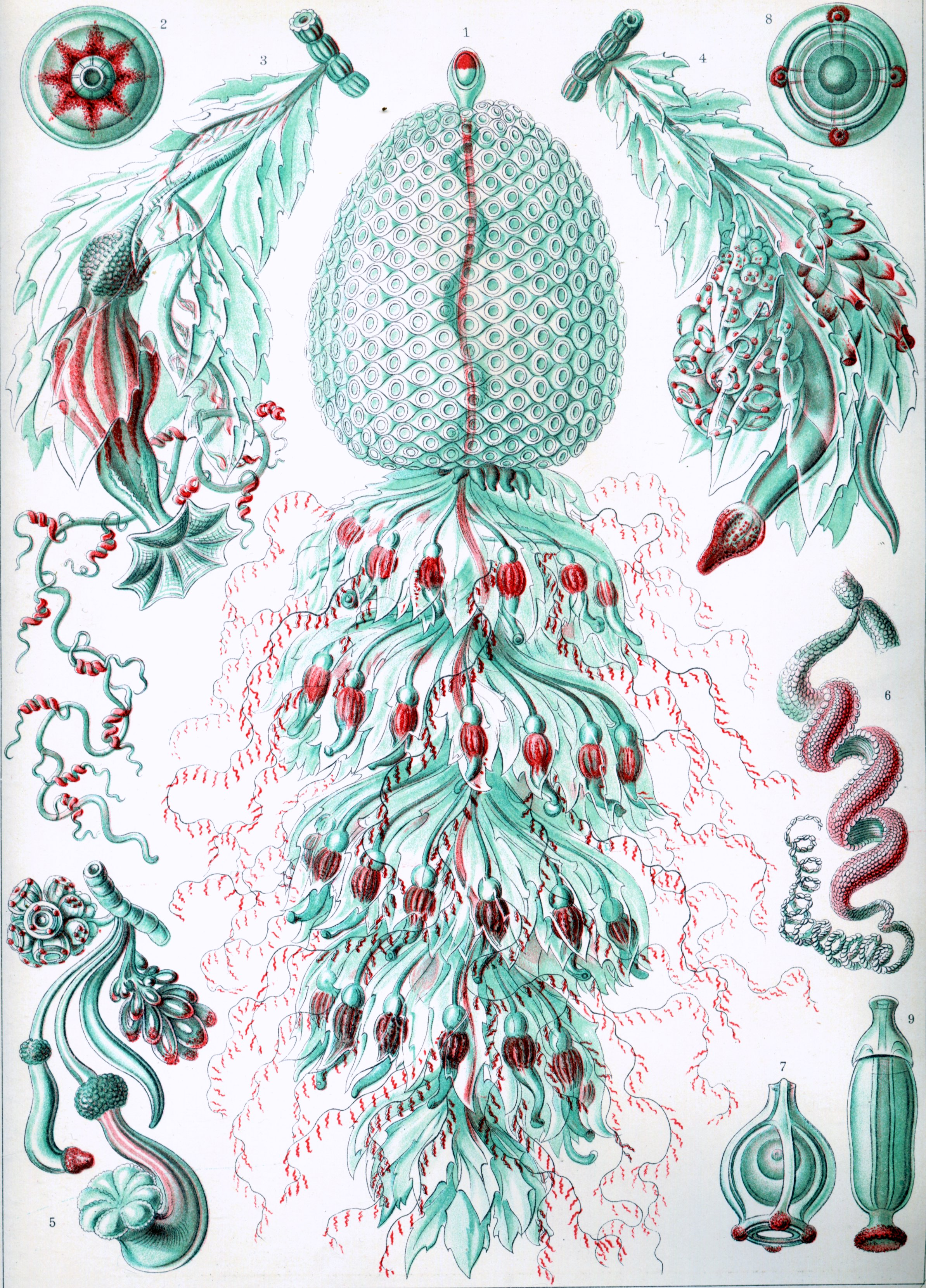
59.
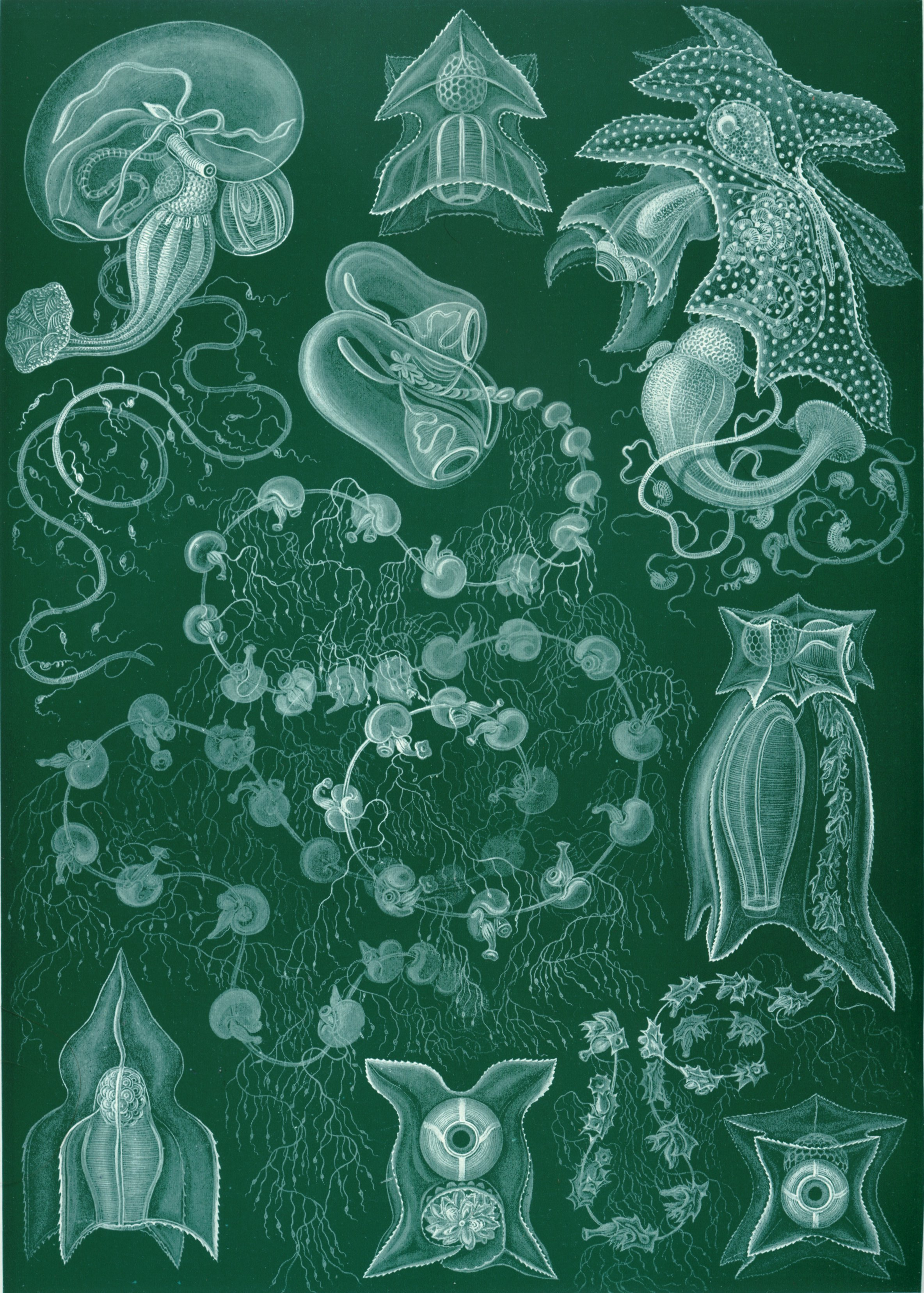
77.

## Tassonomia
L'ordine dei Siphonophora è diviso in diverse famiglie:
- Famiglia Abylidae
- Famiglia Agalmatidae
- Famiglia Agalmidae
- Famiglia Apolemidae
- Famiglia Apolemiidae
- Famiglia Athorybiidae
- Famiglia Clausophyidae
- Famiglia Codonidae
- Famiglia Diphyidae
- Famiglia Erennidae
- Famiglia Forskaliidae
- Famiglia Hippopodiidae
- Famiglia Physaliidae
- Famiglia Physophoridae
- Famiglia Prayidae
- Famiglia Pyrostephidae
- Famiglia Rhizophysidae
- Famiglia Rhodaliidae
- Famiglia Sphaeronectidae

Altri ordinamenti alternativi sono stati proposti da altre fonti; in alcune di esse l'ordine è diviso in tre sottordini (Calycophorae, Physophorae, Rhizophysaliae) o, per altri ancora, sempre in tre sottordini ma chiamati in modo differente (Calycophorae, Cystonectae, Physonectae).